# Croton pseudopulchellus
Croton pseudopulchellus är en törelväxtart som beskrevs av Ferdinand Albin Pax. Croton pseudopulchellus ingår i släktet Croton och familjen törelväxter. Inga underarter finns listade i Catalogue of Life.